# Black Warrior
Jesús Toral López (Torreón, Coahuila, 7 de enero de 1969-Estado de México, 10 de enero de 2023), conocido como Black Warrior, fue un luchador profesional y entrenador de lucha libre mexicano. Trabajó para las empresas Asistencia Asesoría y Administración (AAA), y Consejo Mundial de Lucha Libre (CMLL), así también como en algunas promociones independientes, destacando su paso por la Arena Mamá Lucha-S. Como luchador, sobresalió su rivalidad contra Místico, la cual concluyó el 29 de septiembre de 2006 en lo que se conoce como una de las «luchas más emocionantes en los años recientes de la lucha libre mexicana.» Siendo entrenador de este deporte, fungió como profesor en la promoción Arena Mamá Lucha-S.

## Biografía y carrera

### Inicios y primeros personajes (1984-1996)
Hizo su debut en la lucha libre profesional en enero de 1984 en Gómez Palacio. En 1985 comenzó a trabajar para Empresa Mexicana de la Lucha Libre (EMLL), más tarde llamado Consejo Mundial de Lucha Libre, (CMLL) donde trabajó como "Camorra", otro personaje enmascarado. Trabajó para EMLL desde 1985 hasta 1988 sin lograr mucho éxito. En 1988 se fue EMLL y se unió a la Universal Wrestling Association (UWA), principal competidor mexicano de EMLL, donde trabajó como La Máscara durante tres años, sigue siendo un éxito limitado. Muchos luchadores han trabajado bajo el nombre genérico de "La Máscara", López no está relacionado con la corriente La Máscara. En 1991 regresó a EMLL, ahora rebautizado CMLL, donde obtuvo su primer gran éxito; le dieron el personaje de Bronce y se asoció con el dúo popular de Oro y Plata para formar un trío llamado Los Metálicos Trabajando en equipo con el Oro y Plata, ganó su primer campeonato de lucha libre cuando ganaron el Campeonato de tríos del Distrito Federal a principios de 1992. El trío tendría el título durante casi un año, antes de ser derrotados por Los Guerreros del Futuro (Damain El Guerrero, Guerrero Del Futuro, y Guerrero Maya). Cuando Antonio Peña dejó el CMLL para formar su propia promoción AAA, fue uno de los luchadores que dejaron CMLL con él. Antonio Peña tenía la esperanza de firmar a los tres Metálicos, pero al final sólo López accedió así que Peña se vio obligado a "empaquetar" en él, con un nuevo personaje. De 1992 a 1995 López trabajó para (AAA) bajo varios nombres como "Super Star", "Dragón de Oro", "Bali" y "Vegas", pero no logró el mismo éxito que tuvo como "Bronce" . En 1995 regresó a CMLL, en un acuerdo mediado por su tío que luchó para CMLL como Blue Panther. López se convirtió en "Black Panther" y se unió con su tío y otros "Laguneros" luchadores para sentar las bases para un grupo que luego sería conocido como "Ola Lagunera".

### Éxito como Black Warrior (1996-2009)
En mayo de 1996 cambió de nombre una vez más, así es como se convirtió en "Black Warrior", un mal tipo y siendo del bando Rudo, que se unió con su tío Blue Panther y otros luchadores Laguneros como el Dr. Wagner Jr. .. Con la nueva imagen llegó el éxito, ya que el 15 de octubre, Black Warrior derrotó a El Dandy para ganar el Campeonato Peso Ligero Mundial NWA, su primer campeonato. En 1997 Warrior, Panther, y el Dr. Wagner Jr. Compitierón por el Campeonato Mundial de Tríos del CMLL, pero perdieron en la final del torneo para coronar a los nuevos campeones. [5] Warrior obtuvo brevemente el NWA título de peso semipesado cuando Shocker le ganó un mayo de 1997, pero lo recuperó en marzo de 1998. [4] El 18 de diciembre de 1998, el equipo de Warrior, Panther, y Wagner, Jr. finalmente ganó el Campeonato Mundial de Tríos del CMLL después de varios intentos, cuando derrotaron Bestia Salvaje, Scorpio Jr. y Zumbido para ganar el título vacante. [5] El equipo, considerado como la Ola Lagunera tendría el título de Tríos por más de 1.140 días. El 6 de marzo de 2000, Black Warrior perdió el título mundial de NWA de peso semipesado contra Tarzan Boy (Toscano) después de un reinado que dura 727 días. [4] En los meses siguientes Black Warrior comenzó a escuchar aplausos, sobre todo debido a su lance de alto riesgo llamado el  "Tope de la muerte" (un movimiento a alta velocidad fuera del ring). En 2001 Black Warrior entró en la Leyenda de Plata (Torneo en honor al Santo), siendo un rudo pero al escuchar los aplausos de la multitud cada vez más. En el Warrior llegó a la semifinal ante Tigre Negro III y los hizo un "doble turno" en Black Warrior que se convirtió en un favorito de los fanáticos (llamado técnico en México), mientras que Tigre Negro III se convirtió en un rudo. Warrior ganó el torneo al derrotar a la ganador del año anterior Negro Casas para reclamar el trofeo 2001 "Leyenda de Plata". En febrero de 2002, La Ola Lagunera dejó vacante el título tríos cuando Panther y Wagner patearon a Black Warrior dejándolo fuera del grupo. El 17 de marzo de 2002, la nueva Ola Lagunera (Panther, Dr. Wagner Jr. y Fuerza Guerrera) derrotaron a Warrior, Mr. Niebla y Antifaz del Norte en una lucha por el campeonato vacante. Tres meses más tarde, Warrior, Mr. Niebla y Atlantis ganaron el título de tríos CMLL de la nueva Ola Lagunera. [5] El trío perdió el título en marzo de 2003 pero lo recuperó el 9 de julio de 2004, Junto Canek y Rayo de Jalisco, Jr., a partir de un reinado 133 días.
Después de perder el título de tríos Black Warrior tuvo dificultades para encontrar dirección, en un momento se declaró públicamente contra el CMLL para convertir lo Rudo que era a través de una entrevista para la revista Box y Lucha. A principios de 2006 comenzó a luchar con Místico y rápidamente se ganaron una oportunidad por el Campeonato Mundial de parejas del CMLL, en poder de Averno y Mephisto. Durante la tercera caída de la lucha Místico chocó accidentalmente con Black Warrior provocando que su propio equipo pierda. Semanas más tarde, durante una revancha, Black Warrior encendido contra Místico, decide atacarlo durante la lucha. La historia con Místico se intensificó aún más cuando Black Warrior derrotó a Místico en la lucha por el campeonato mundial de peso medio NWA el 12 de mayo de 2006. [6] Después de meses de rivalidad entre Warrior y Místico los dos se enfrentaron en una Luchas de Apuestas, máscara contra máscara en el show del aniversario 73o del CMLL. La Arena México vio la derrota de Black Warrior en manos de Místico, por dos caídas a uno, para ganar la máscara de Warrior. Por primera vez en su carrera se vio obligada a desenmascararse y mostrar su rostro en público. [7] Después de la pérdida de su máscara Black Warrior hizo varias defensas del título, exitosas contra Místico hasta finalmente perder el NWA título de peso medio de nuevo a él en abril de 2007. [6] Después de la pelea con Místico terminó trabajando como rudo. A finales de 2007 Black Warrior se involucró en una historia que vio el equipo de Warrior y Rey Bucanero hasta asumir Shocker y Lizmark Jr. en un equipo de la etiqueta Luchas de Apuestas por las cabelleras del equipo perdedor en la línea. El 7 de diciembre de 2007 Warrior y Bucanero perdieron y tenían la cabeza rapada completamente calvo como resultado de la estipulación, en el evento principal de pay-per-view Sin Piedad del CMLL (Sin Piedad). [8]

### Poder Mexica (2009)
Después de una alianza entre Sangre Azteca y Dragón Rojo Jr. los dos comenzaron juntos con regularidad y pronto Sangre Azteca añadió a Black Warrior como el tercer hombre para formar un trío llamado Poder Mexica. [9] El grupo vio un éxito desigual en todo México, pero se mantuvo invicto en la Arena México, sede principal del CMLL, ganando el grupo una oportunidad por el Campeonato Nacional de Tríos mexicana en poder de Sagrado, La Sombra y Volador Jr .. Poder Mexicana ganó el título en su primer intento, derrotando a los campeones el 3 de febrero de 2009. Poco después de ganar el Campeonato Black Warrior fue suspendido de trabajo en la Ciudad de México, lo que obligó Poder Mexica redactar a Misterioso, Jr. para ocupar el lugar de Warrior, cuando trabajaban en la Ciudad de México, haciendo de él un miembro no oficial del Poder Mexicana. A mediados de abril de 2009 Black Warrior volvió a Arena México para reunirse Poder Méxica.
El 10 de julio de 2009, Black Warrior se unió a No Limit (Naito y Yujiro) para derrotar al equipo de Héctor Garza, Toscano y Sagrado, Después de la lucha, Black Warrior hizo un desafío en nombre de Yujiro para una lucha "cabellera contra cabellera" a coincidir con Garza. Esto llevó a todos los hombres están involucrados en una jaula de acero de 15 hombres Luchas de Apuestas partido al Infierno en el Ring que Naito ganó fijando Toscano. Después de no trabajar en equipo con los otros miembros del Poder Mexica a mediados de 2009, Black Warrior dejó el grupo. [13] la pelea de Warrior con No Limit continuaron durante el otoño, lo que lleva a un Luchas de Apuesta, cabellera vs cabellera entre Black Warrior y Yujiro el 16 de octubre de 2009, una lucha donde Warrior perdió y posteriormente se había rapado después de la lucha.

### Carrera posterior (2009-2023)
El 20 de junio de 2012, Black Warrior volvió a ser rudo y formó parte de "Los Depredadores del Aire" con Mr. Águila y Volador Jr.. Dos días más tarde , Los Depredadores del Aire derrotó Atlantis , Delta y Guerrero Maya «Los Guerreros de la Atlántida» para ganar el Campeonato Nacional de Tríos de México. Ellos perdieron el título de vuelta a "Los Guerreros de la Atlántida" , el 30 de octubre de 2012.
El 21 de febrero de 2014, Black Warrior hizo un sorpresivo regreso a AAA como un miembro más nuevo de Los Perros del Mal. Luego derrotó a Psicosis, Psycho Clown, y El Texano Jr. para avanzar a la final del torneo de 2014 Rey de Reyes. El 16 de marzo en Rey de Reyes, Black Warrior fue derrotado en la final del torneo contra La parka.
Sale de AAA, y Black Warrior regresa a la Arena México como luchador sorpresa en Liga Elite haciendo pareja con Ephesto y Mephisto.
En sus últimos años, obtuvo el Campeonato Crucero de la Arena Mamá Lucha-S, mismo que defendió con éxito ante Coyote Azteca en su último combate realizado el 1 de enero de 2023.

## Vida personal y muerte
El 17 de marzo de 2022, Black Warrior Jr., uno de sus hijos también luchador, falleció a los 24 años de edad.
El 10 de enero de 2023, Warrior falleció a los 54 años de edad. Tres días antes, el día de su cumpleaños fue hospitalizado en el Estado de México luego de que una herida mal tratada le generara una bacteria que afectó su torrente sanguíneo.

## Campeonatos y logros
- Arena Mamá Lucha-S
  - Campeonato Crucero de la Arena Mamá Lucha-S (1 vez)[10]

- Consejo Mundial de Lucha Libre
  - CMLL World Trios Championship (3 veces) – con Blue Panther y Dr. Wagner Jr. (1), Atlantis y Mr. Niebla (1), Rayo de Jalisco Jr. y El Canek (1)[16]
  - Campeonato Nacional de Trios (2 veces) – con Dragón Rojo, Jr. y Sangre Azteca (1), con Mr. Águila y Volador Jr. (1)[17]
  - NWA World Light Heavyweight Championship (2 veces)[18]
  - NWA World Middleweight Championship (una vez)[19]
  - Leyenda de Plata: 2001
  - Copa de Arena México: 2001 – con Shocker, y Apolo Dantés, 2002 – con Lizmark, Jr., y Rayo de Jalisco, Jr.[20]

- Otros títulos
  - Campeonato de Tríos del Distrito Federal (1 vez) – con Oro y Plata[8]

## Luchas de apuestas
| Ganador (apuesta)                 | Perdedor (apuesta)                       | Lugar                            | Evento                  | Fecha                    | Notas         |
| --------------------------------- | ---------------------------------------- | -------------------------------- | ----------------------- | ------------------------ | ------------- |
| Black Warrior (máscara)           | Impala (cabellera)                       | Desconocido                      | Evento en vivo          | Desconocido              |               |
| Black Warrior (máscara)           | Bronco (máscara)                         | Ciudad de México, México         | Evento en vivo          | 19 de julio de 1996      | [ 21 ] [ 22 ] |
| Black Warrior (máscara)           | Super Elektra (máscara)                  | Los Ángeles, California          | Evento en vivo          | 1997                     | [ 23 ]        |
| Black Warrior (máscara)           | Brazo de Platino (máscara)               | San Luis Potosí, San Luis Potosí | Evento en vivo          | 30 de septiembre de 2000 | [ 24 ]        |
| Místico (máscara)                 | Black Warrior (máscara)                  | Ciudad de México, México         | 73. Aniversario de CMLL | 29 de septiembre de 2006 | [ 25 ]        |
| Lizmark Jr. & Shocker (cabellera) | Rey Bucanero & Black Warrior (Cabellera) | Ciudad de México, México         | Sin Piedad (2007)       | 12 de diciembre de 2007  | [ 26 ]        |
| Yujiro (cabellera)                | Black Warrior (cabellera)                | Ciudad de México                 | Evento en vivo          | 16 de octubre de 2009    |               |
| Rey Escorpión (cabellera)         | Black Warrior (cabellera)                | Ciudad de México                 | Evento en vivo          | 1 de junio de 2012       |               |